# Кидряс Муллакаев
Кидряс Муллакаев (Кыдряч Муллакаев, баш. Ҡыҙрас Муллаҡаев; ум. 1789) — башкирский тархан Кара-Табынской волости Сибирской дороги Уфимского уезда, один из предводителей Крестьянской войны (1773—1775). Походный старшина (1767). Старшина Кара-Табынской волости, главный башкирский старшина Ногайской дороги. Сегодня имя Муллакаева носит деревня Кидрячево,.

## Биография
Кидряс Муллакаев участвовал в подписании челобитной от башкир Уфимской провинции на имя императрицы Анны Иоанновны, которая была составлена и подписана 38 представителями 22 волостей всех 4 дорог Башкортостана.
В 1731 году находился на службе в составе русского посольства, возглавляемого А. И. Тевкелевым, в Младшем жузе.
Кидряс Муллакаев принял участие в Семилетней войне в 1756—1763 гг. в качестве главного старшины полутора тысячной башкирской команды, а также в подавлении восстаний в 1735—1740 годов. В 1734 году Кидряс Муллакаев оказал помощь прибывшему в Уфу начальнику Оренбургской экспедиции И. К. Кирилову. В июне 1735 года Муллакаев вместе с другими старшинами отправился вслед за Кириловым с целью присоединения в поход к устью реки Орь. Но попал в плен к восставшим башкирам и был освобожден под честное слово больше никогда не помогать властям. Однако Кидряс Муллакаев не сдержал своё слово, и поехав Уфу, рассказал властям обо всем, что узнал о башкирах-повстанцах, находясь в их лагере. Во времена работы экспедиции был также одним из информаторов известного краеведа П. И. Рычкова, который ссылаясь на него писал, что еще до постройки русскими умельцами Уфимской крепости в данной местности располагался «великий город, который простирался вверх по реке Белой до устья реки Уфы».
С 1767 года Кидрясу Муллакаев возглавлял башкиро-мишарские команды на Оренбургской линии.
Осенью 1773 года примкнул к восстанию под предводительством Емельяна Пугачёва. С декабря 1773 года принимал участие в осаде Уфы, а также, в составе отряда Караная Муратова, действовал около города Мензелинска.
С начала 1774 года Кидряс Муллакаев принимал участие в осаде села Елабуга Казанской губернии, а также действовал под Бакалинской и Нагайбакской крепостями против царских войск под командованием Ю. Б. Бибикова и А. Л. Ларионова.
Весной 1774 года тархан Муллакаев перешёл на сторону правительственных войск и 8 апреля разбил отряд повстанцев под руководством В. И. Торнова. Летом вновь переходит на сторону повстанцев. 5 июля 1774 года около Стерлитамакской пристани Уфимской провинции Кидряс Муллакаев принимал участие в битве с царскими войсками под командованием П. М. Голицына. Несколько позже вместе с Каипом Зиямбетевым вновь перешёл на сторону правительственных войск и в августе 1774 года отряд Муллакаева пленил одного из пугачёвских полковников — Канзафара Усаева. В связи с этим генерал-майор П. С. Потемкин 10 августа 1774 года направил Кидрясу Муллакаеву «похвальный лист» и ордер, в котором писал: 

«А в награждение за услуги твою именем государыни нашей препровождаю пятьдесят рублев, обнадеживая притом, что если дальнее окажешь ты к службе е.и.в. усердие и потщишея усмирять бунтующих башкирцов, а равно начальников их приводить, как-то дана будет тебе в знак достоинства твоего золотая медаль. Напротив того, обнадежь башкирское войско, что все те, которыя придут с раскаянием о преступлении пред ея величеством, те должны явиться у меня и прегрешении их будут прощены. Напротив того, всякие (которые) далее сентября не усмирятся, будут истреблены»— Асфандияров А. З. История сел и деревень Башкортостана и сопредельных территорий. — Уфа: Китап, 2009. — С. 472. — 744 с.
С декабря 1774 года Кидряс Муллакаев был под следствием в Казанской секретной комиссии и весной следующего года отпущен на свободу. За Муллакаевым сохранилась должность старшины Кара-Табынской волости и главного старшины Ногайской дороги.
Именем Муллакаева была названа деревня Кидрячево Кара-Табынской волости Ногайской дороги (ныне Давлекановского района Башкортостана). По словам жителей, Кидряс Муллакаев был похоронен на кладбище этой деревни. Его могила находится под самым высоким и старым деревом.

## Примечание
1. 1 2  П. И. Рычков. Рычков П.И. История Оренбургская (1730-1750). Ураловед. Дата обращения: 19 апреля 2023. Архивировано 19 апреля 2023 года.
2. ↑  Кидряс Муллакаев - хранитель памяти о татаро-ногайских правителях Ак Идель улуса. Дата обращения: 19 апреля 2023. Архивировано 19 апреля 2023 года.
3. ↑  Татары Уфимского уезда (материалы переписей населения 1722-1782 гг.), 2020. Большая российская энциклопедия (недоступная ссылка — история). bigenc.ru. Дата обращения: 19 апреля 2023.
4. ↑  Акманов И. Г. Челобитная башкир Уфимской провинции на имя императрицы России.// Статья в ж. «Ватандаш» Архивная копия от 4 марта 2016 на Wayback Machine
5. ↑  Асфандияров А. З. История сел и деревень Башкортостана и сопредельных территорий. — Уфа: Китап, 2009. — С. 472. — 744 с.
6. ↑  Фания Шакурова О реакционных писаниях и ногайских мурзах. // «Бельские просторы», 2008. № 3. Дата обращения: 23 марта 2014. Архивировано 23 марта 2014 года.